# Kastelle von Cargill

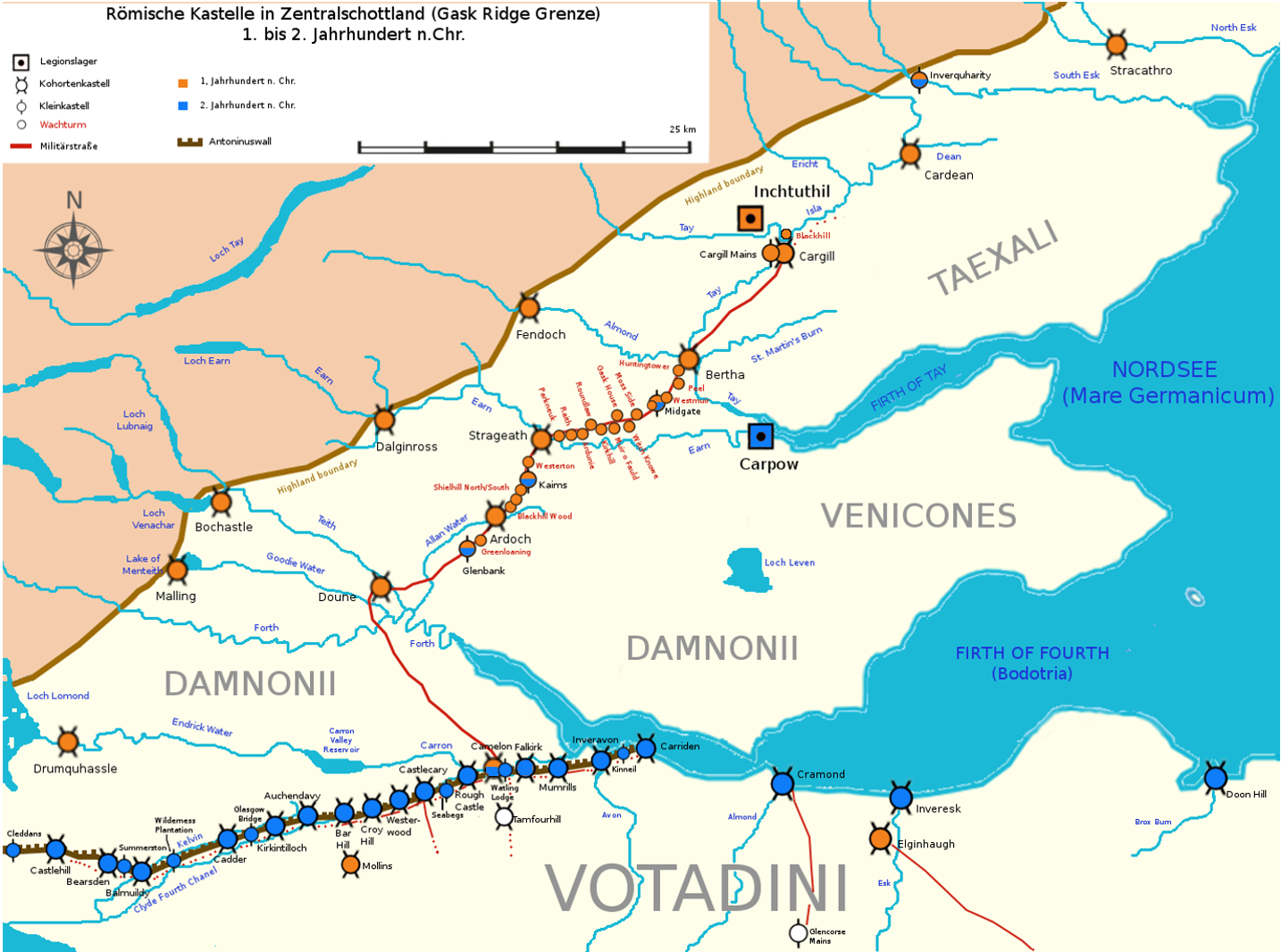
Kastell- und Wachturmkette in Zentralschottland sowie Verlauf der Militärstraße (85 n. Chr.)

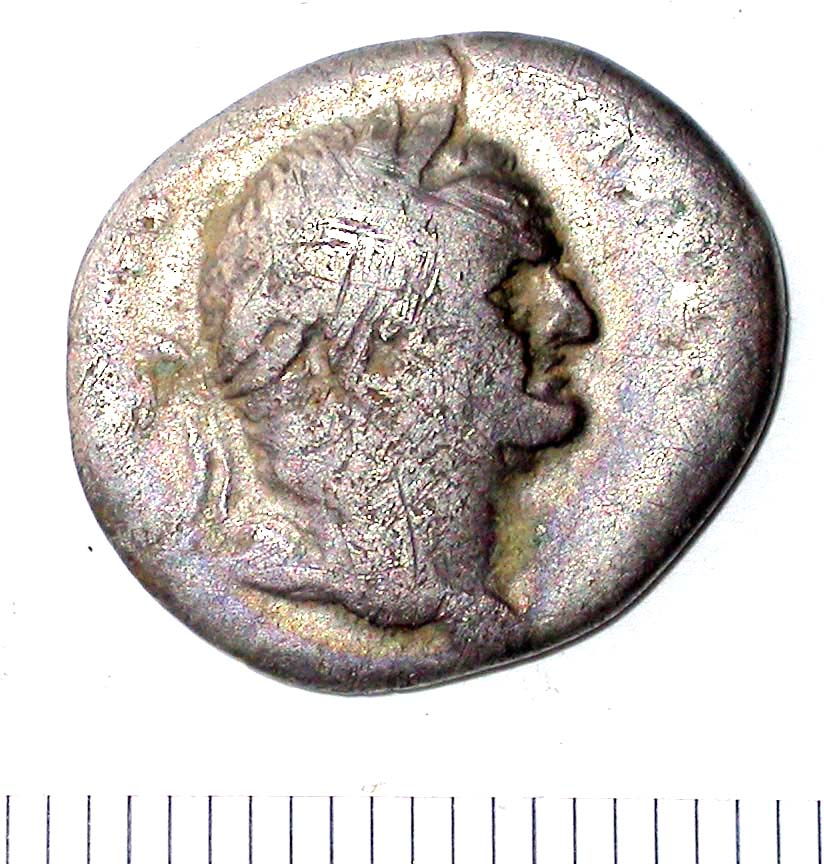
Münzportrait des Vespasian

Die Kastelle von Cargill waren Hilfstruppenlager des zentralschottischen Limes, sie befanden sich auf dem Gemeindegebiet (Parish) von Cargill in der Grafschaft Perthshire, in der heutigen Council Area Perth and Kinross in Schottland.
In der Nähe des Zusammenflusses von Tay und Isla lokalisierte man die Standorte zweier römischer Lager, von denen sich noch geringe Reste erhalten haben. Sie scheinen im späten 1. Jahrhundert n. Chr. aber nur relativ kurz, weniger als ein Jahrzehnt, mit Soldaten besetzt gewesen zu sein. Die bisherigen Funde bestätigen ihre Besetzung in flavischer Zeit. Sie endete wohl noch vor 90 n. Chr., dem Zeitpunkt als sich die Römer wieder entlang der Forth-Clyde Linie verschanzt hatten. Die Befestigungen hatten den Zweck, den Schutz der Straßenbrücke über die Isla und die Nachrichtenweitergabe zum Legionslager Inchtuthil zu gewährleisten. Welche Einheit der römischen Armee in Cargill stationiert war, ist unbekannt. Das archäologische Bodendenkmal besteht aus zwei Befestigungsanlagen und einer Gruppe von prähistorischen Rundhäusern, die alle noch anhand von Bewuchsmerkmalen auf Luftbildern sichtbar sind.

## Name und Lage
Der Ortsname Cargill hat keltische Wurzeln und bedeutet vermutlich „Weiße Festung“. Die Gemeinde Cargill liegt 14 km nördlich der Stadt Perth landeinwärts von der Ostküste Schottlands. Das Kohortenkastell befand sich ca. 270 m östlich des Kleinkastells. Es stand auf einer ca. 45 m hohen Anhöhe südlich der Isla (Castlehill), einige hundert Meter von der Mündung in den Tay entfernt, am Fuß des sogenannten Strathmore-Höhenzuges. Die Bodendenkmäler liegen heute auf landwirtschaftlich genutztem Land, etwa 500 m nordwestlich der Hatton Farm, am linken Ufer der Isla. Von dort aus konnte man Richtung Nordwesten gut auf die Militärstraße sehen. Nahe der heutigen Stadt Perth überspannte in römischer Zeit eine Brücke den Tay, von dort führte die Militärstraße der Gask Ridge weiter nach Norden, immer entlang dem Ostufer des Flusses, bis zu den Festungen bei Cargill, wo sie auch die Isla auf einer Brücke überquert haben muss. Von dort aus zweigte ein Strang zum Legionslager Inchtuthil ab. Tumuli und Überreste von megalithischen Strukturen wurden an verschiedenen Orten beobachtet; die Reste des römischen Lagers, sehr gut an seinen Gräben erkennbar, und Fragmente eines Aquädukts, das vom Lager zu einem nahen Wasserlauf führte, befinden sich in der Nähe (500 m) des Zusammenflusses von Tay und Isla, an der Kreuzung der heutigen Autostraße A93 mit der C435. Eine römische Straße, etwa 6 m breit und mit groben runden Steinen gepflastert, passierte von Norden nach Osten den nahegelegenen Weiler Burrelton. Obwohl vom aufgehenden Mauerwerk des Kohortenkastells und der (mutmaßlichen) Islabrücke oberirdisch nichts mehr zu sehen ist, kann seine aufgeschüttete Plattform von der Nebenstraße zur römischen Signalstation am Black Hill gut ausgemacht werden. Der Grund für die Errichtung an dieser Stelle liegt auf der Hand, da eine direkte Sichtverbindung zum Wach- bzw. Signalturm bestand und von dort aus bei Gefahr die Besatzung in Inchtuthil alarmiert werden konnte. Die römischen Straßen führten im SW zum Kastell Bertha, im NO zum Kastell Cardean, nach Inchtuthil und im SW nach Grassy Walls.

## Forschungsgeschichte
Die Festungsanlagen wurden erstmals 1941 von einem Angehörigen der Royal Air Force, Flight-Lieutenant Eric Bradley, ausgemacht, der während des Krieges auf dem Scone Airfield als Fluglehrer stationiert war. Er konnte jedoch wegen der damaligen Knappheit an Filmmaterial keine Fotos aufnehmen, fertigte aber eine präzise Lageskizze seiner Entdeckungen an. Diese sind in einem Brief aus dem Jahr 1941 erhalten geblieben (heute im Perth Museum). Beide archäologische Stätten wurden seitdem mehrmals vom Flugzeug aus fotografiert und ihre Positionen konnten bei einer Grabung in der zweiten Hälfte der 1950er Jahre und in den 1960er Jahren vom Archäologen John Kenneth St. Joseph bestätigt werden. 1977 wurde das Gelände von einem Team der Cambridge University Collection of Air Photos (CUCAP) erneut aus der Luft aufgenommen, dabei konnte ein Großteil des Verlaufes der Verteidigungsanlagen ausgemacht werden. Das Kohortenkastell wurde teilweise von St. Joseph in den 1980er Jahren ergraben. Leider wurde darüber nie ein detaillierter Bericht veröffentlicht. Es wurden nur kurze Anmerkungen abgedruckt, die auf eine etwas komplexere Baugeschichte hindeuten, die offensichtlich mehrere Wiederaufbauphasen umfasste. Laut Gordon Maxwell könnte das Hilfstruppenkastell während seiner Nutzungszeit sogar bis zu sechs Bauphasen durchlaufen haben. Die Sondierungen in den Jahren von 1980 bis 1981 bestätigten den bislang angenommenen Verlauf des NO-Walls, weiters konnten im Innenbereich Spuren von Holzgebäuden (eines davon mit ziemlicher Sicherheit ein Getreidespeicher) beobachtet werden. Bei letzterem konnten zwei Bauabschnitte unterschieden werden. Unter den römischen Schichten stieß man zudem auf Anzeichen von vorrömischen Ackerfurchen, die Lager standen offenbar auf Ackerland, das zuvor vom Stamm der Venicones bewirtschaftet worden war. Das Kleinkastell wurde 2003 letztmals mittels Bodenradar untersucht. Die Region Strathmore ist jedoch ein No-Go-Area für die Magnetometrie, weil unter anderem der Gletscheruntergrund es den meisten Messgeräten erschwert, brauchbare Daten zu liefern. Die Universität Liverpool konnte aber einen neuartigen Gradiometer erwerben, der mit den dortigen Bedingungen besser zurechtkam. Die Ergebnisse rechtfertigten diesen Aufwand, da zusätzliche Details aufgedeckt wurden, die sich zuvor sowohl der Widerstandsmessung als auch der Luftaufklärung entzogen hatten. Eine weitere geophysikalische Vermessung des Kohortenkastells mit anschließender Feldbegehung wurde 2005 durchgeführt. Die dabei gewonnenen Daten ergänzten die bereits aus den Luftbildern gewonnenen Erkenntnisse.

### Fundspektrum
Nur wenige datierbare Artefakte konnten während der Ausgrabungen geborgen werden, einige Scherben, sog. „Samian Ware“, wurden später durch Zufall in der Nähe des SW-Tors entdeckt. Dies deutet auf die Aufgabe des Kohortenlagers in der Zeitspanne zwischen 85 und 90 n. Chr. hin. Die Funde der Ausgrabungen von St. Joseph wurden noch dazu nie umfassend analysiert, aber seine Notizen hierzu lassen annehmen, dass seine Artefakte ausschließlich aus der flavischen Besatzungszeit stammten, die seiner Meinung nach um die Mitte der 80er Jahre des 1. Jahrhunderts endete. Dieser Datierungsversuch wurde jedoch später durch die Münzfunde ins Wanken gebracht. Die meisten von ihnen stammten aus flavischer Zeit. Dazu gehörten Münzen aus der Regierungszeit des Vespasian (69–79), von denen eine nur wenig Gebrauchsspuren aufwies und somit ein Hinweis auf eine frühere Besetzung der Region um Cargill bzw. auf eine Nutzung des Areals noch vor den Feldzügen des britischen Statthalters Agricola hinweisen könnte. Bei den Feldbegehungen stieß man auf insgesamt 14 Münzen, sechs Stück stammten aus der Regierungszeit des Vespasian, drei aus dem Jahr 71 n. Chr. und zwei aus der Ära des Domitian (81–96). Eine scheint in den späten 70er oder frühen 80er Jahren des 1. Jahrhunderts dort verloren gegangen zu sein. Die meisten Münzen des Vespasian waren zu stark beschädigt, um eine sichere Datierung zu ermöglichen. Zusammen mit ihnen fand man aber auch Münzen des Augustus (31 v. Chr.–14 n. Chr.) und Marcus Antonius. Das Vorhandensein eines Denars des Tiberius (14–37) könnte auf die Anwesenheit von Legionären hinweisen. Die Julisch-Claudischen Denarii waren in Britannien aber bis ins frühe zweite Jahrhundert im Umlauf, die des Marcus Antonius sogar bis ins frühe dritte Jahrhundert. Die wirklich große Überraschung waren aber zwei Münzen des Hadrian (117–138) aus dem 2. Jahrhundert, zwei Exemplare stammten sogar aus dem 3. Jahrhundert. Einige wurden in schon stark abgenutztem Zustand vorgefunden, was auf eine lange Zirkulation vor ihrem Verlust hindeutet, vielleicht auch ein Hinweis auf einen antoninischen (oder möglicherweise auch severischen) Außenposten. Zwei wurden unter Trajan (98–117) und seinem Nachfolger Hadrian geprägt, sie könnten daher im späten ersten oder zweiten Jahrhundert dort verloren gegangen sein. Alles in allem kann man aber davon ausgehen, dass die Münzreihe die Besatzungsperiode des Kastells von den 70er bis in die späten 80er Jahre bestätigen. Des Weiteren konnte 2005 nahe der römischen Festung eine frühbronzezeitliche Axtklinge geborgen werden.

## Entwicklung
Die Kastelle stammen mit ziemlicher Sicherheit aus dem späten ersten Jahrhundert n. Chr., sind also flavisch, wie die Mehrzahl der römischen Befestigungen an der Gask Ridge bzw. Zentralschottland. In Britannien drang die Armee unter Domitian (81–96) bis nach Schottland (Caledonien) vor und etablierte dabei ein dichtes Netz von Garnisonen, das sich über die Forth/Clyde Landenge, weiter nordöstlich von Camelon über Ardoch, Strageath, Perth (Bertha), Inchtuthil und schlussendlich von Kastell Cardean bis zu seinem nördlichsten Punkt, dem Kastell Stracathro, erstreckte. Eine zweite Festungslinie, die weiter nördlich angelegt wurde, verlief von Drumquassle über Bochastle und Dalginross nach Fendoch, die sich jeweils am Ausgang eines Hochlandtals (sog. Glen Blocker) befanden. Das Kleinkastell Cargill Mains stand in unmittelbarer Nähe des Kohortenlagers. Obwohl die Lager in Cargill und die Legionsfestung Inchtuthil zweifellos unterschiedlichen Funktionen dienten und vermutlich zeitgleich erbaut wurden, entstand die Kleinfestung wohl zuerst. Römische Keramik (Samian Ware) mit deutlichen Brandspuren, die man später unmittelbar vor dem SW-Tor des Kohortenkastells aufgelesen hatte, bestätigte, dass es wohl nicht über das Jahr 90 n. Chr. hinaus belegt war. Man weiß, dass die flavischen Hilfstruppenkastelle an der Gask Ridge (Camelon, Ardoch, Strageath und Bertha) in der Mitte des 2. Jahrhunderts wieder kurzzeitig besetzt wurden. Hinweise darauf fanden sich auch im Glenblocker-Kastell von Dalginross. Es scheint somit sehr wahrscheinlich, dass auch Cargill zu diesen antoninischen Außenposten gehörte. Es wäre auch eine Erklärung für die ungewöhnlich zahlreichen Bauphasen, die bei den Grabungen festgestellt wurden.

## Kastelle

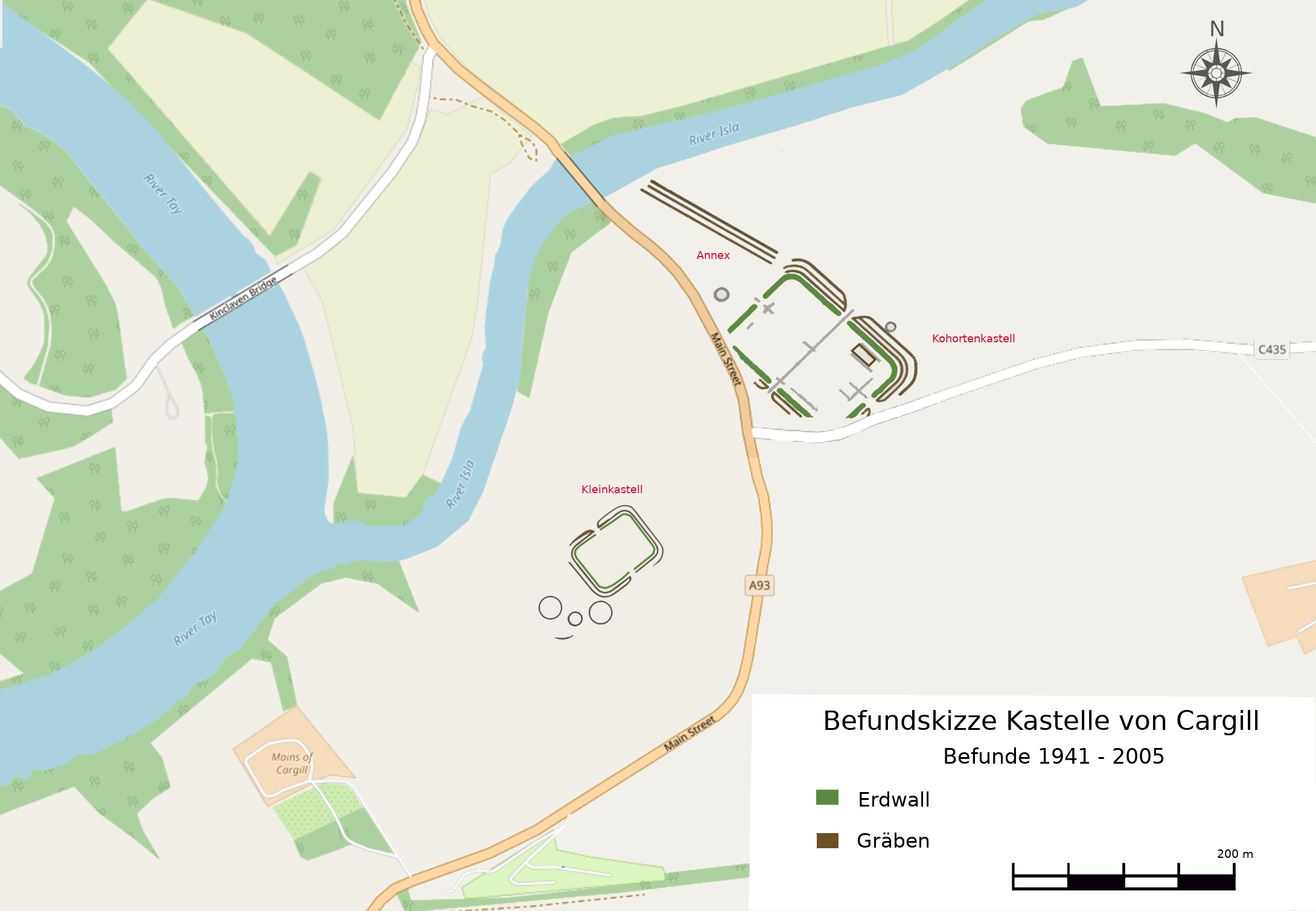
Befundskizze (1941–2005)

Insgesamt stieß man bei Cargill auf die Reste von zwei römischen Holz-Erde-Befestigungsanlagen samt rudimentärer Infrastruktur. Die Luftaufnahmen zeigen ein umwehrtes Areal von etwa 4,8 Hektar mit einem Annex im Norden. Es gibt Anzeichen dafür, dass sowohl das Kastell als auch der Annex zumindest stellenweise von einem Dreifachgraben mit sogenannten „Papageienschnabel“-Brüchen umgeben waren.

### Kohortenkastell
Dieses Lager hatte einen rechteckigen Grundriss mit abgerundeten Ecken (Spielkartenform) und bedeckte eine Fläche von etwa 2 ha. Im Nordwesten schloss sich dem Lager ein Zubau (Annex) an, der vermutlich bis zum Flussufer reichte. Es konnte eine Besatzung von rund 500 Mann (Cohors quinquenaria) aufnehmen und verfügte wohl auch über die für frühkaiserzeitliche Hilfstruppenlager standardmäßigen Innengebäude: im Zentrum das Hauptquartier (Principia), das Wohnhaus des Kommandanten (Praetorium), ein oder zwei Getreidespeicher (Horrea) und Mannschaftskasernen (Contubernia), einschließlich Funktionsgebäuden wie Werkstätten (Fabricae), Backstuben (Pistrina) und einer Latrine (Latrina).

#### Umwehrung
Das Lager war nach Nordwesten ausgerichtet, mit guter Sicht auf das Flussufer, die Querachse des Kastells konnte durch Ausgrabungen in den Jahren 1980 und 1981 bestimmt werden, sie war ca. 104 m lang, während die Längsachse auf etwa 195 m geschätzt wird. Der südwestliche Lagerwall war etwa 6 m breit und bestand aus Lehm und Rasensoden, der auf einem Holzrost ruhte. Der Wall war stellenweise noch bis zu einer Höhe von sechs oder sieben Lagen erhalten, seine Brustwehr bestand zur Gänze aus Holz (vermutlich Palisaden oder Flechtwerk). Stellenweise war er im Nordwesten offensichtlich zweimal mit Rasensoden, Schotterfüllungen und Lehm repariert bzw. neu aufgebaut worden, beim zweiten Mal nach einem Großfeuer. Bei Ausgrabungen im Jahr 1980 wurden ähnliche Hinweise auf ein Brandereignis im Lager selbst nachgewiesen, vor dem südwestlichen Tor wurde eine Ansammlung verbrannter Keramik aufgefunden. Das NW-Tor stand direkt über den Resten eines Rundhauses.

#### Grabensystem
An der NO-Seite konnten drei (V-förmige) Gräben mit einer Breite von bis zu 4 m beobachtet werden, im SW verlief nur ein Doppelgraben. Die Bodenradaruntersuchungen von 2005 zeigten, dass das Dreifach-Grabensystem auch um die SO-Seite herumführte. Die Gräben an der nördlichen Ecke vereinigten sich dort zu einem, der das Kastell vom Annex trennte. Am NO- und SW-Tor krümmte sich der äußere Graben nach innen, um mit dem Inneren am Lagertor in einem sog. „Papageienschnabel“ zusammenzulaufen, einem für die flavische Zeit typischen Baumerkmal. Es gab anscheinend keinen Graben, der den Annex vom NW-Wall des Lagers trennte, ein Hinweis darauf, dass er nicht erst nachträglich hinzugefügt wurde. Die Breite der Berme zum innersten Graben betrug 2,4 m. Letzterer war 3,2 m breit und 2,2 m tief. Der mittlere Graben mit einem ähnlichen Schnittprofil war etwa 6 m weiter angelegt worden, der dritte – äußerste – Graben war 3,7 m breit und 1,8 m tief und verlief 8,2 m vom mittleren Graben entfernt.

#### Annex
Der nordwestliche Annex, der in einem etwas westlicheren Winkel verläuft als die Verteidigungsanlagen des Kastells, endet am Rand einer heute stark erodierten Terrasse, kurz vor dem heutigen Flussverlauf. Dies bedeutet, dass ein Teil seines NW-Walls von der Isla abgespült wurde. Alternativ könnte der Annex ursprünglich auch bis zur Isla gereicht haben, aber am Ufer offen gelassen worden sein, um entweder den Fluss selbst zur Verteidigung zu nutzen oder – viel wahrscheinlicher – als sicherer Landeplatz für Transportkähne zu fungieren. Der Wall schloss vermutlich auch den Zugang zur Brücke über die Isla mit ein. Sie ist an dieser Stelle (und auch noch weiter flussaufwärts) noch problemlos mit flachgehenden Booten befahrbar. Die Versorgung der Garnison hätte also bequem und relativ sicher über den Wasserweg erfolgen können. Vom mutmaßlich durch die Anlage der A93 zerstörten westlichen Teil des Annex liegen bis dato keine archäologischen Beobachtungen vor, so dass seine Gesamtfläche nicht exakt eruiert werden konnte. An der NO-Ecke des Kohortenkastells zeigte die geophysikalische Untersuchung, dass dort wieder alle drei Gräben zu einem einzigen zusammenliefen, genau an der Stelle eines Tores, von wo aus man in den Annex gelangte. Hier bilden die zusammengehenden Wehrgräben aber nur die Hälfte des Papageienschnabels und man hätte erwarten können, dass auch die Außengräben dies widerspiegeln. Stattdessen bilden sie aber einen umgekehrten Papageienschnabel, bei dem die inneren Gräben ausschwenken, um sich danach mit den äußeren zu verbinden und nicht, wie sonst bei den flavischen Lagern üblich, umgekehrt. Das dort platzierte Tor war ca. 11 m breit, seine Baustrukturen bleiben aber bis heute spekulativ.

#### Innenbebauung
Im Innenbereich des Kastells konnten durch die Bodenradaruntersuchungen ein paar Informationen zum Straßenraster gewonnen werden, Anzeichen von Gebäuden (mit ziemlicher Sicherheit vollkommen aus Holz) konnten keine beobachtet werden. 1980 wurde der Getreidespeicher entdeckt sowie ein zweites, nicht identifiziertes Gebäude. Wie schon beim Lagerwall gibt es Anzeichen für mindestens zwei Bauphasen an den Innengebäuden. Der im südöstlichen Viertel des Kastells untersuchte Getreidespeicher (Horreum) war mindestens 24,69 m lang, weiters stieß man dort auf 17 parallele Fundamentgräben, jeweils 9,1 m lang, die einst den Boden des Gebäudes trugen. An der Via Principalis konnten die Pfostenlöcher einer Ladeplattform beobachtet werden. St. Joseph grub auch einen 4,3 m langen Abschnitt der Intervallumstraße (Via sagularis) aus. Kopfsteinpflaster, wie das der Intervallum-Straße, wurde bei den Grabungen mehrmals beobachtet. Innerhalb des Annex stieß man auf die Fundamentgräben von drei Holzgebäuden aus flavischer Zeit, alle entlang des Walls ausgerichtet. Bei zwei von ihnen wurde eine Aufschüttung von Lehm und Rasensoden festgestellt, wahrscheinlich Material vom Kastellwall. Auf dem Kastellareal gab es ansonsten weder Hinweise auf Metallbearbeitung noch auf Metallwerkstätten.

### Kleinkastell Cargill Mains

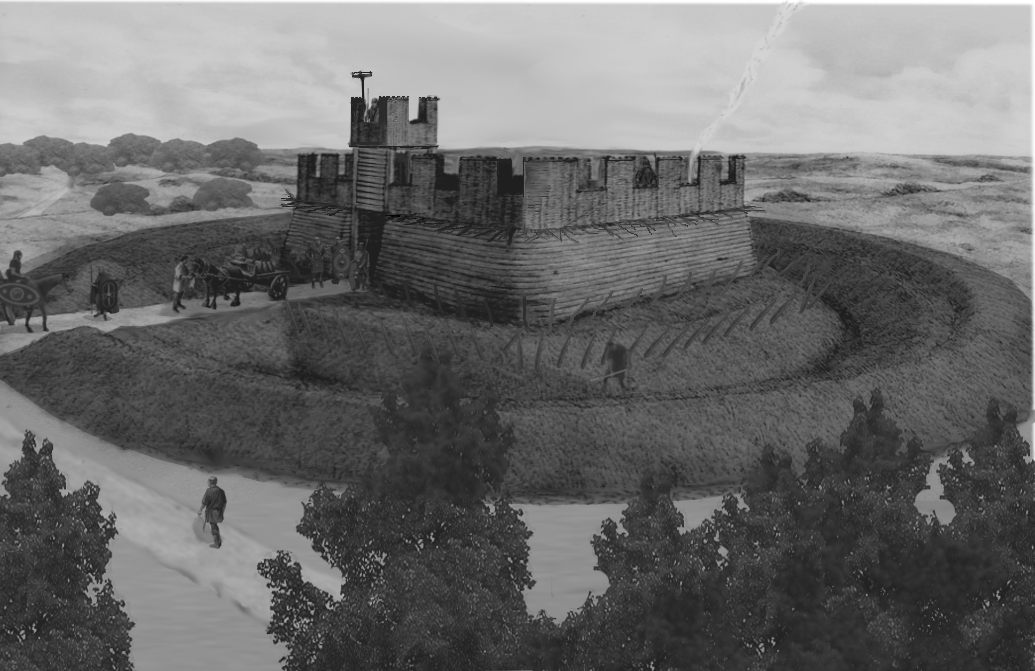
Rekonstruktionsversuch eines Holz-Erde-Kleinkastells der Gask Ridge,
(1. Jahrhundert n. Chr.)

Diese Befestigung hatte einen von NO nach SW ausgerichteten, rechteckigen Grundriss mit abgerundeten Ecken und war von einem Doppelgraben umgeben. Seine Konstruktionsmerkmale ähnelten stark dem benachbarten Kohortenlager und dem Kleinkastell Kaims Castle. Von seinem Standort konnte man ebenfalls sehr gut die Einmündung der Isla in den Tay sehen. Seine beiden Tore (Nord und Süd) befanden sich an den gegenüberliegenden Längsseiten, da dort die Wehrgräben eine Unterbrechung aufweisen. Die Wälle umschlossen ein Areal von etwa 97 × 70 m von Nordosten nach Südwesten und bedeckte eine Fläche von knapp 0,5 ha, fast identisch mit dem Lager von Inverquharity. Dies würde auch einem Heredium entsprechen, einem damals gängigen römischen Flächenmaß. Die Untersuchung seiner Verteidigungsanlagen im Jahr 1965 ergab, dass sie aus Lehm bestanden (mit einer Brustwehr aus Holz oder Flechtwerk). Es war zusätzlich von zwei Wehrgräben umgeben, der innere 2,6 m breit und 1,4 m tief, der äußere 1,5 m breit und 1 m tief. Der äußere Graben dürfte im Laufe der Zeit durch natürliche Erosion verschlammt sein, der innere Graben war hingegen mit dem Baumaterial des Walls verfüllt worden, zweifellos nach seiner planmäßigen Zerstörung im Zuge der Aufgabe des Kleinkastells. Im Innenbereich konnten keinerlei Spuren von Gebäudestrukturen o. Ä. beobachtet werden, da sie anscheinend durch die jahrhundertelange landwirtschaftliche Nutzung des Geländes völlig ausgelöscht wurden. Dies wurde durch die Vermessung von 2003 bestätigt, tatsächlich konnte dabei nicht einmal eine Straße festgestellt werden.

## Garnison
Südlich des Kastells wurde 2003 ein Fingerring aus römischer Zeit geborgen, Ringe dieser Machart sind normalerweise nur in Südengland zu finden. Laut dem Archäologen Fraser Hunter (National Museum of Scotland) wurde bisher in Schottland nur ein einziges derartiges Exemplar gefunden, es stammt aus dem Kastell Newstead bei Melrose. Beide kamen höchstwahrscheinlich mit Militärangehörigen in den Norden. Es könnte sich dabei um Hilfstruppensoldaten britischer Herkunft gehandelt haben.

## Vicus
Die Luftaufnahmen zeigten eine ringförmige Struktur mit einem Innendurchmesser von etwa 25 m (vermutlich die Grundfesten eines eisenzeitlichen Rundhauses) im Annex und eine weitere direkt hinter dem NW-Tor des Kohortenkastells. Ihre Lage konnte durch die späteren Bodenradaruntersuchungen bestätigt werden. Zudem entdeckte man eine weitere Ringstruktur östlich der SO-Ecke des Lagers, möglicherweise gehört sie zu einer weiteren derartigen Gebäudegruppe. Die Bodenuntersuchungen von 2003 enthüllten eine weitere bedeutende Ansammlung solcher Gebäudereste, sowohl innerhalb als auch außerhalb der römischen Verteidigungsanlagen. Besonders südwestlich des Kleinkastells stieß man auf noch mehr solcher Merkmale, die ganz oder teilweise auf den Bodenradarbildern zu sehen waren. Die Untersuchung identifizierte schließlich zehn solcher Strukturen, von denen vier innerhalb des Kastells lagen. Einige wiesen extrem hohe magnetische Anomalien auf, die darauf hindeuteten, dass sie abgebrannt waren. Schließlich wurde westlich des Kleinkastells noch eine gekrümmte, 20 m lange und ca. 3,9 m breite Struktur beobachtet, vermutlich ein mit Stein ausgekleideter Vorratskeller, vielleicht eine der großen unterirdischen Speicherstrukturen, die charakteristisch für die römische Besatzungszeit in dieser Region sind. Bei zwei der Wohnhäuser befanden sich die Eingänge im Norden und Nordwesten, im Allgemeinen waren die Eingänge bei solchen Häusern (wegen der vorherrschenden Westwinde) nach Osten oder Südosten ausgerichtet.
Es ist möglich, dass diese Siedlung entweder aus einer anderen Zeitperiode stammt oder dass ihre ursprünglichen Bewohner nach der Ankunft der römischen Soldaten vertrieben wurden. Teile der Siedlung könnten aber während der Okkupation Roms noch bewohnt gewesen sein. In der Tat wurden die Kastelle oft bewusst nahe den größeren indigenen Siedlungen angelegt, sodass man die Masse der indigenen Bevölkerung besser im Auge behalten konnte. Angesichts des Vorratskellers ist es jedoch auch verlockend anzunehmen, dass diese Siedlung sich erst um die schon bestehenden Festungen herum entwickelte und ihre Bewohner vom wirtschaftlichen Potenzial der Garnison profitieren wollten. Sie könnte sogar als eine Art Vicus fungiert haben, die bei den weiter südlich gelegenen britischen Kastellen die Regel waren, aber bisher in weiten Teilen Schottlands auffallend fehlen. Dafür spricht auch eine Feldbegehung des Siedlungsgeländes durch ein Team der Perthshire Society of Natural Science. Dabei wurden einige römische Funde aufgelesen, die alle am Hang zwischen der Siedlung und dem Fluss gefunden wurden. Es ist jedoch auch denkbar, dass die Rundhäuser auf dem Areal des Kleinkastells erst nach dem Abzug der Soldaten entstanden. Insbesondere ihre Fundamentstärke deutet darauf hin, dass sie erst in die Zeit nach der römischen Besatzung datieren. Ohne gezielte Ausgrabungen müssen die chronologischen Beziehungen zwischen ihnen und den römischen Bauten aber weiter im Ungewissen bleiben.